# Escudo cap-verdien
Pour les articles homonymes, voir CVE et Escudo.
L'escudo cap-verdien est la devise officielle du Cap-Vert indépendant depuis 1975. Son code ISO est CVE. Cette devise à parité fixe ne peut être changée que sur place pour les espèces.

## Change
L'escudo est arrimé à parité fixe depuis 1975 à la monnaie du Portugal, l'escudo portugais. Ce dernier commence à se déprécier dans les années 1980, de 30 à 40 % et ce, jusqu'en 1998 : un accord est trouvé avec Lisbonne pour maintenir le cours à 1 escudo portugais pour 0,55 escudo cap-verdien. En 1999, l'euro prend le relais. Le taux de change est fixé à 110,265 escudos pour un euro, soit un tout petit peu moins d'un centime d'euro pour un escudo. Cette monnaie est à change fixe et non exportable.

## Histoire
L'escudo capverdien a été institué en 1914 en remplacement du réal cap-verdien : comme dans la plupart des territoires de l'Empire portugais, c'est la Banco Nacional Ultramarino qui était chargée des émissions.
À son l'origine, le taux de conversion avec l'escudo portugais était de 1 pour 1, mais l'escudo portugais a été dévalué de façon importante contre les autres devises, y compris face à l'escudo capverdien, après la période désastreuse de la décolonisation menée par l'ancien régime dictatorial salazariste (renversé le 25 avril avril 1974 lors de la révolution des Œillets), qui a entrainé au Portugal une crise politique et économique et une inflation importante.
Cette dépréciation s'est toutefois stabilisée lorsque le Portugal s'est enfin démocratisé : les militaires désignent un gouvernement de transition aux pouvoirs affaiblis, lequel met va tout de même mettre fin aux guerres coloniales portugaises en Afrique : le Cap-Vert acquiert son indépendance le 5 juillet 1975, peu avant une tentative ratée de coup d'État au Portugal le 25 novembre. Le Portugal adopte alors le 2 avril 1976 une nouvelle Constitution démocratique, mais c'est l'élection d'António Ramalho Eanes le 14 juillet suivant à la tête de l'État qui « normalise » la période post-révolutionaire, ce qui permet alors au Portugal de se redresser et d'entrer dans la Communauté européenne pour finalement redévelopper son économie avec ses nouveaux partenaires, sans toutefois échapper à une forte dévaluation dans les années 1980. 
Ensuite dans l'Union européenne, la devise portugaise parvient à stabiliser sa valeur au sein du second mécanisme de change européen et face à la devise cap-verdienne, où il peut garantir à plus long terme son dernier taux fixe de 0,55 PTE pour 1 CVE. Ce taux garanti s'est maintenu lorsque la devise portugaise entre dans l'euro le 1er janvier 1999 (après plus de 20 ans d'efforts et plus de 2 ans de relative stabilité, en satisfaisant les « critères de Maastricht » demandés par l'Union européenne, au prix de réformes budgétaires importantes) : alors le taux de change fixe des escudos capverdiens a été converti en son équivalent en euros (sur la base de 200,482 PTE exactement pour 1 EUR, le dernier cours moyen de l'escudo portugais constaté sur les marchés de change européens à leur clôture le 31 décembre 1998), ce qui a donné 110,265 CVE pour 1 EUR (en arrondissant à six chiffres significatifs, avec une perte minime seulement sur le septième chiffre, très inférieure aux instabilités quotidiennes des cours internationaux).
À ce jour (en 2025), le taux de change garanti de l'escudo cap-verdien contre l'euro a été conservé, le Cap-Vert connaissant la stabilité politique et économique en échappant, comme aussi le Portugal, aux constantes turbulences des marchés internationaux, grâce à la convertibilité européenne de sa devise, à l'appui apporté par les institutions européennes à la banque nationale portugaise devenue membre de la Banque centrale européenne, et au soutien conjoint du Portugal et de l'Union européenne au Cap-Vert.

## Émissions

### Pièces de monnaie

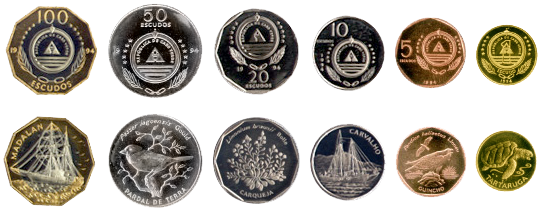
Gamme de pièces actuelles.

La plus petite pièce en vigueur est de 1 escudo, la plus grande vaut 100 escudos. Il existe deux modèles en circulation de la pièce de 100 escudos : la pièce décaédrique et la pièce ronde, surnommée pape.

### Billets de banque
Les billets vont de 200 à 5 000 escudos.

Billets de 1000 et 2000
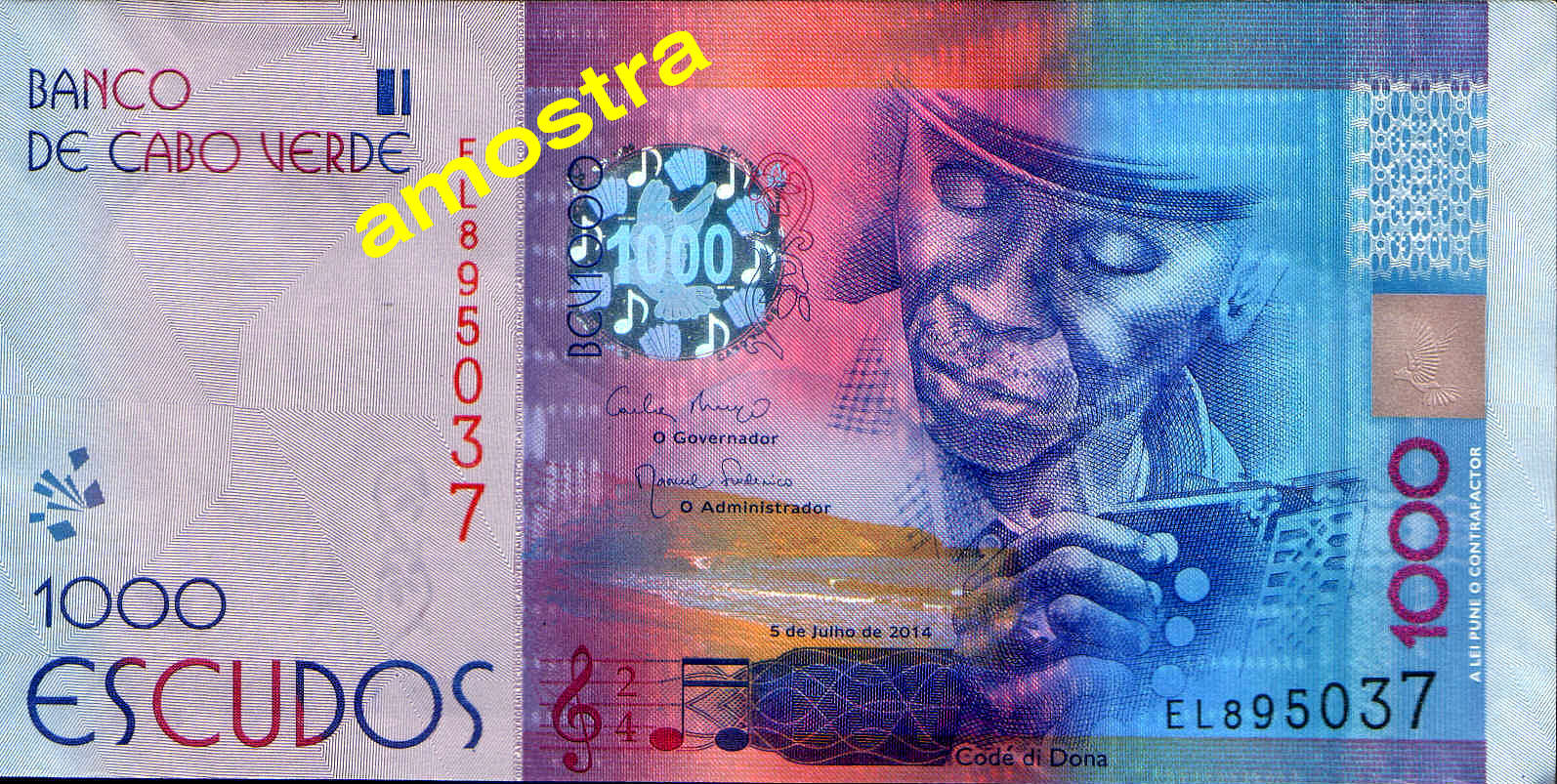
Nouveau billet de 1 000 $ : Codé di Dona (en) (avers)
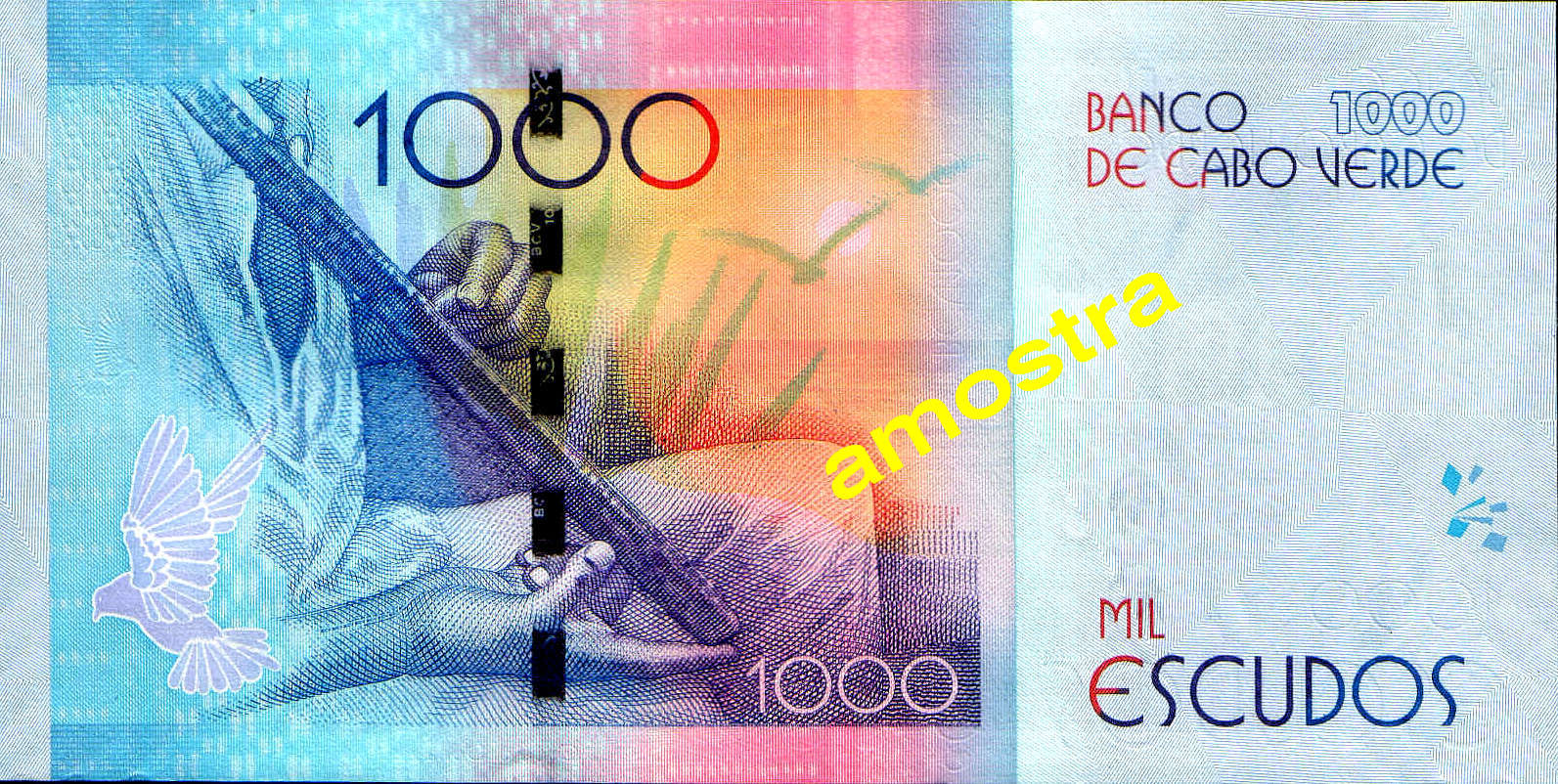
Nouveau billet de 1 000 $
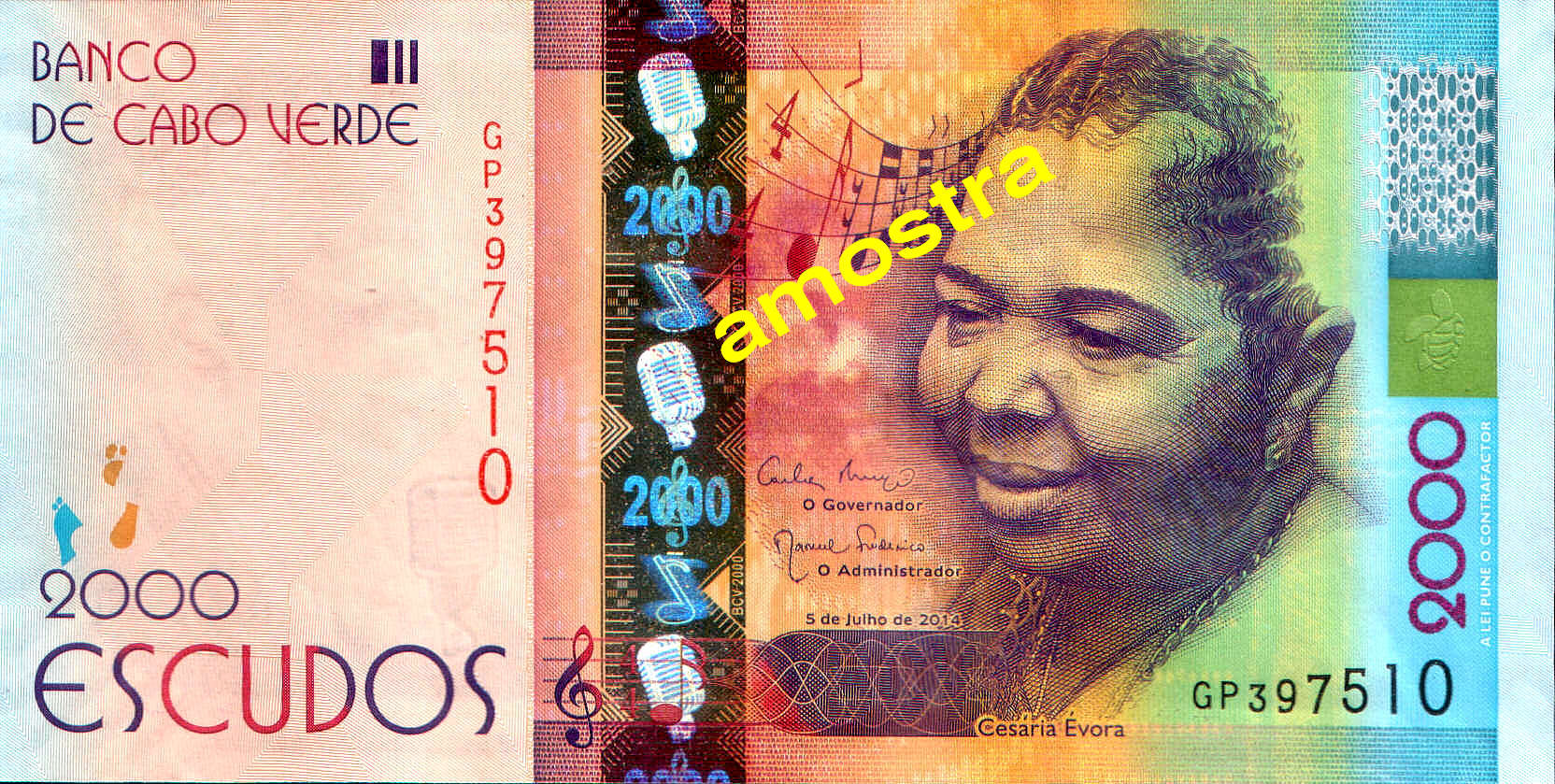
Nouveau billet de 2 000 $ : Cesaria Evora (avers)
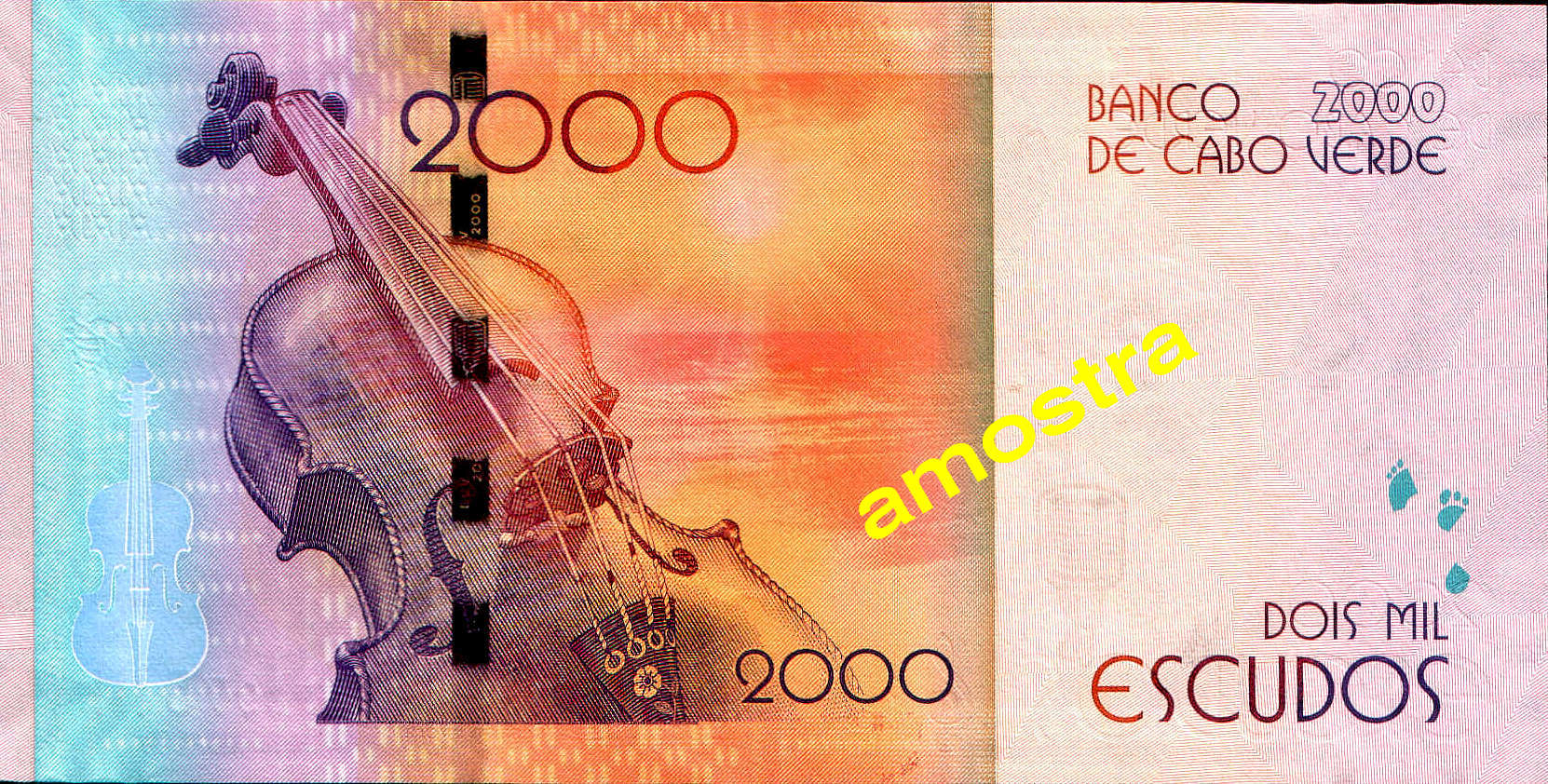
Nouveau billet de 2 000 $